# Wetter (Ruhr)
Wetter (Ruhr) is een stad in de Duitse deelstaat Noordrijn-Westfalen, gelegen in de Ennepe-Ruhr Kreis. De stad telt 27.269 inwoners (31 december 2020) op een oppervlakte van 31,47 km². Naburige steden zijn Gevelsberg, Hagen, Herdecke, Sprockhövel, Witten.
Wetter-Wengern is de geboorteplaats van de beroemdste Duitse kookboekenschrijfster uit de negentiende eeuw, Henriette Davidis (Wetter-Wengen 1801– Dortmund 1876). Hier is ook een museum aan haar gewijd, het Henriette-Davidis-Museum.
In de stad is het bedrijf ABUS gevestigd.

## Afbeeldingen

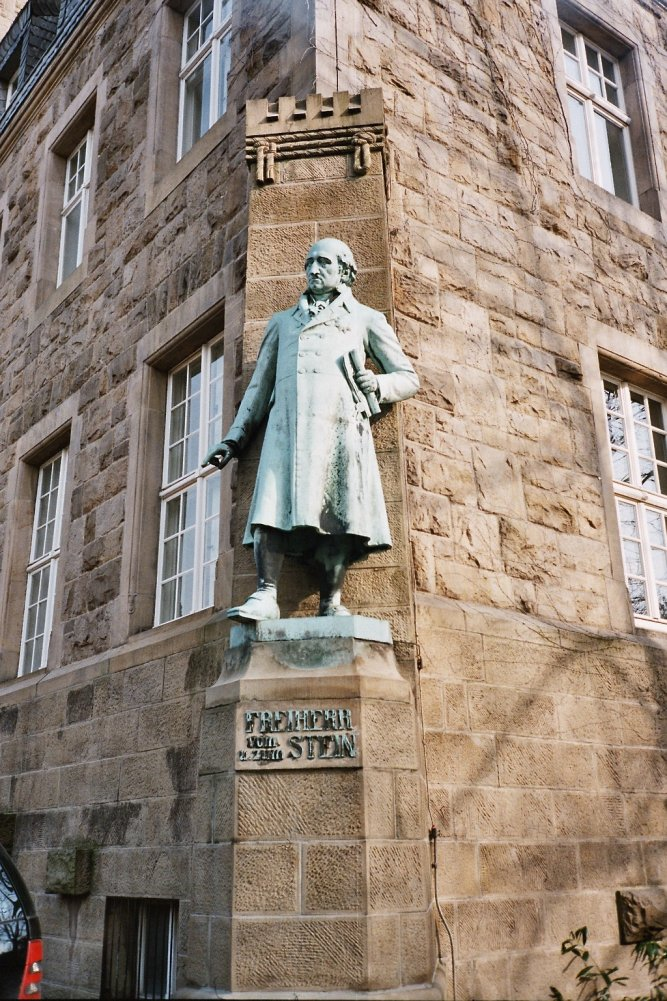
Monument Baron vom Stein op het raadhuis
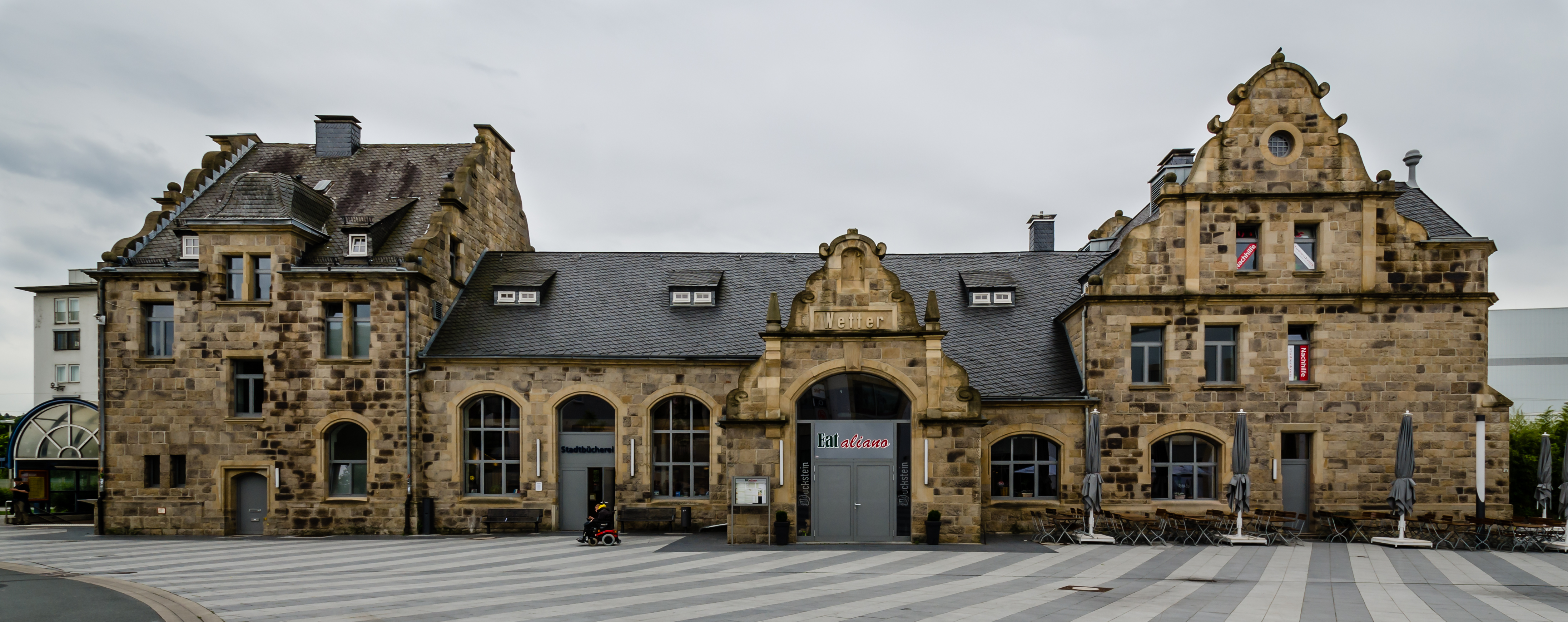
Voormalig stationsgebouw
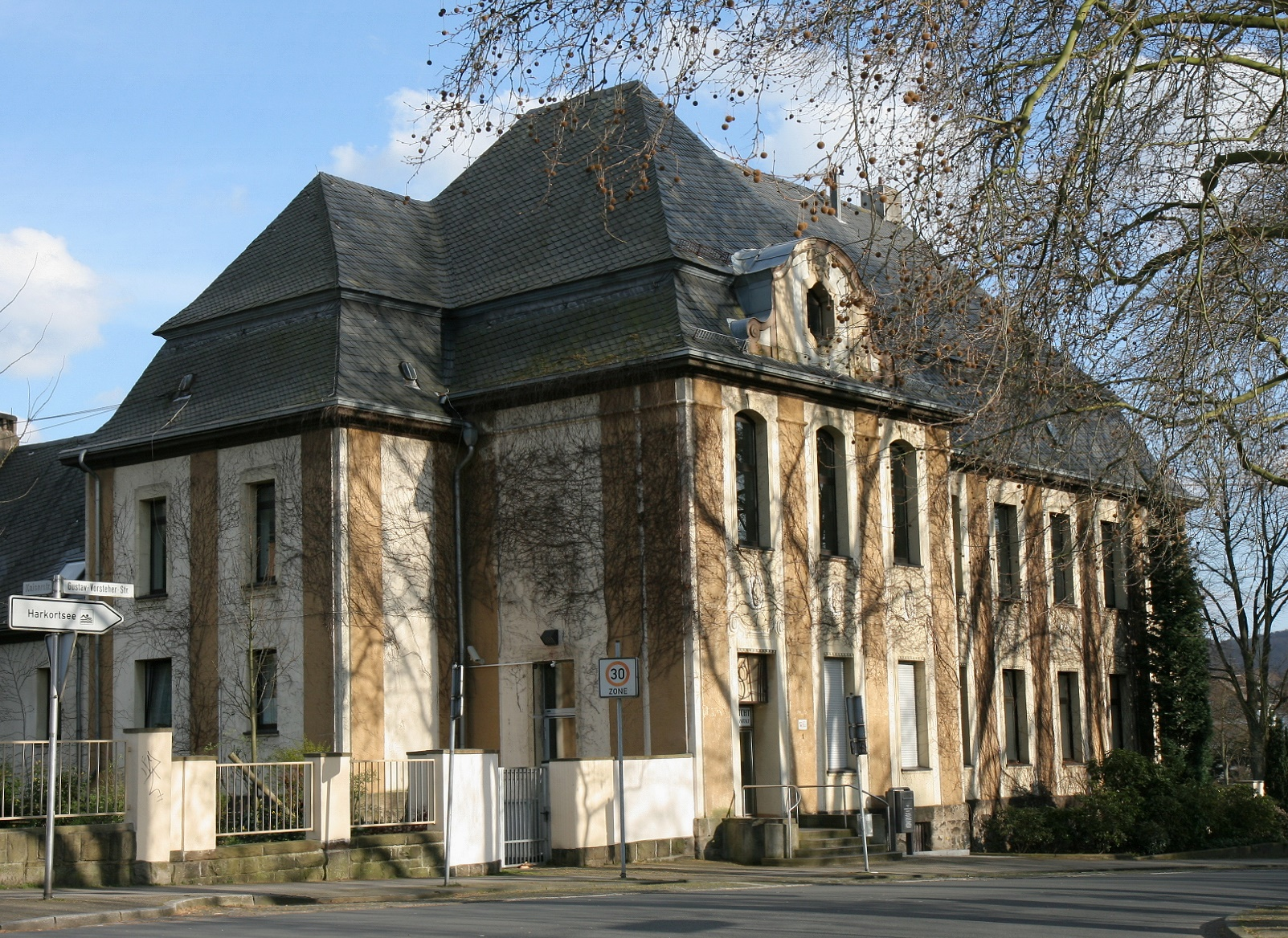
Gerechtsgebouw
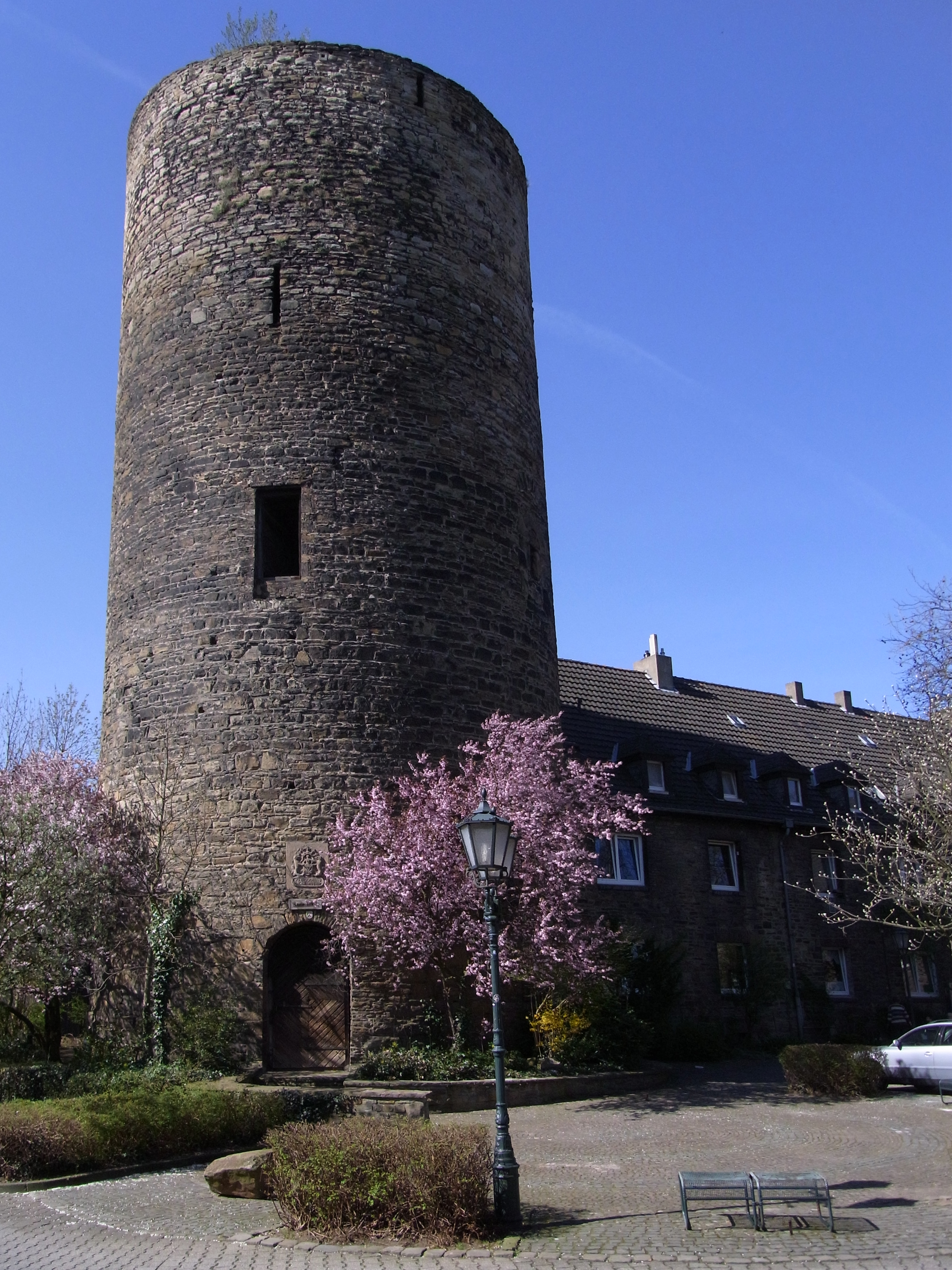
Burgturm
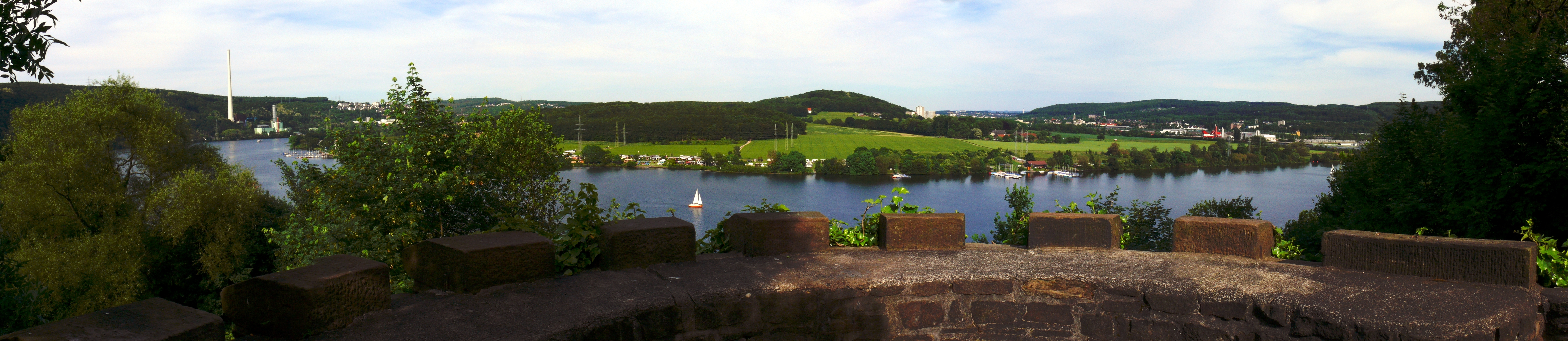
Gezicht op de Harkortsee vanaf de Burgturm

Breckerfeld · Ennepetal · Gevelsberg · Hattingen · Herdecke · Schwelm · Sprockhövel · Wetter · Witten